# Dartington
Dartington est un village et une paroisse civile du Devon, situé dans l'Angleterre du Sud-Ouest. En 2001, sa population était de 1 917 habitants.

## Personnalités liées à Dartington
- Dorothy Payne Whitney (1887-1968), héritière et philanthrope, y est morte.